# Odprowadź
Odprowadź – pierwszy singel z trzeciej płyty Meli Koteluk. Został wydany w październiku 2018. Utwór zdobył status platynowej płyty w Polsce 16 grudnia 2020 roku.

## Notowania
| Lista                              | Pozycja |
| ---------------------------------- | ------- |
| Lista Przebojów Programu Trzeciego | 1       |
| Uwuemka                            | 1       |
| SLiP                               | 23      |

## Certyfikaty
| Państwo       | Status          | Źr.   |
| ------------- | --------------- | ----- |
| Polska (ZPAV) | Platynowa płyta | [ 7 ] |